# Honningdug
Honningdug er betegnelsen for den søde væske bladlus, cikader, mider mm. udskiller, når de snylter på deres værtsplante. Snylterne indtager langt mere sukker end de vitaminer, de er interesserede i, og derfor udskiller de størstedelen af denne sukkerholdige væske igennem tarmen.
Væsken indgår i mange dyrearters kost. Dette inkluderer både insekter, små pattedyr og fugle.